# Santa Cruz del Rincón
Santa Cruz del Rincón  är en ort i kommunen San José del Rincón i delstaten Mexiko i Mexiko. Samhället hade 814 invånare vid folkräkningen 2020.